# Bogliasco
Bogliasco – miejscowość i gmina we Włoszech, w regionie Liguria, w prowincji Genua.

## Turystyka
W miejscowości znajduje się usytuowane na wzgórzu pole namiotowe, które dzięki bliskości stacji kolejowej stanowi doskonała bazę wypadową do odległej o ok. 11 km Genui. Atrakcję turystyczną stanowią również niewielkie, kamieniste plaże nad Zatoką Genueńską (Morze Śródziemne).

## Galeria

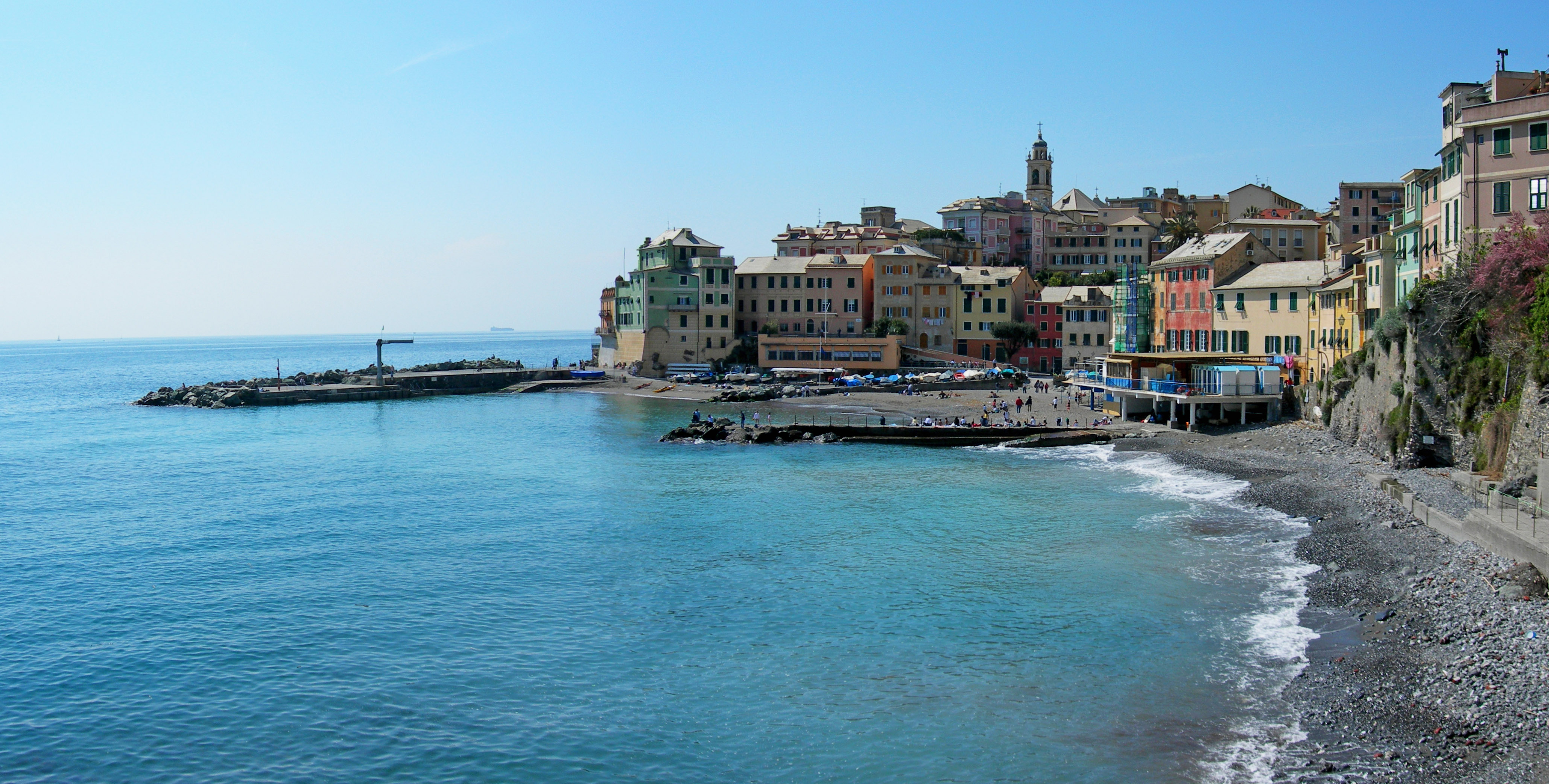
Bogliasco
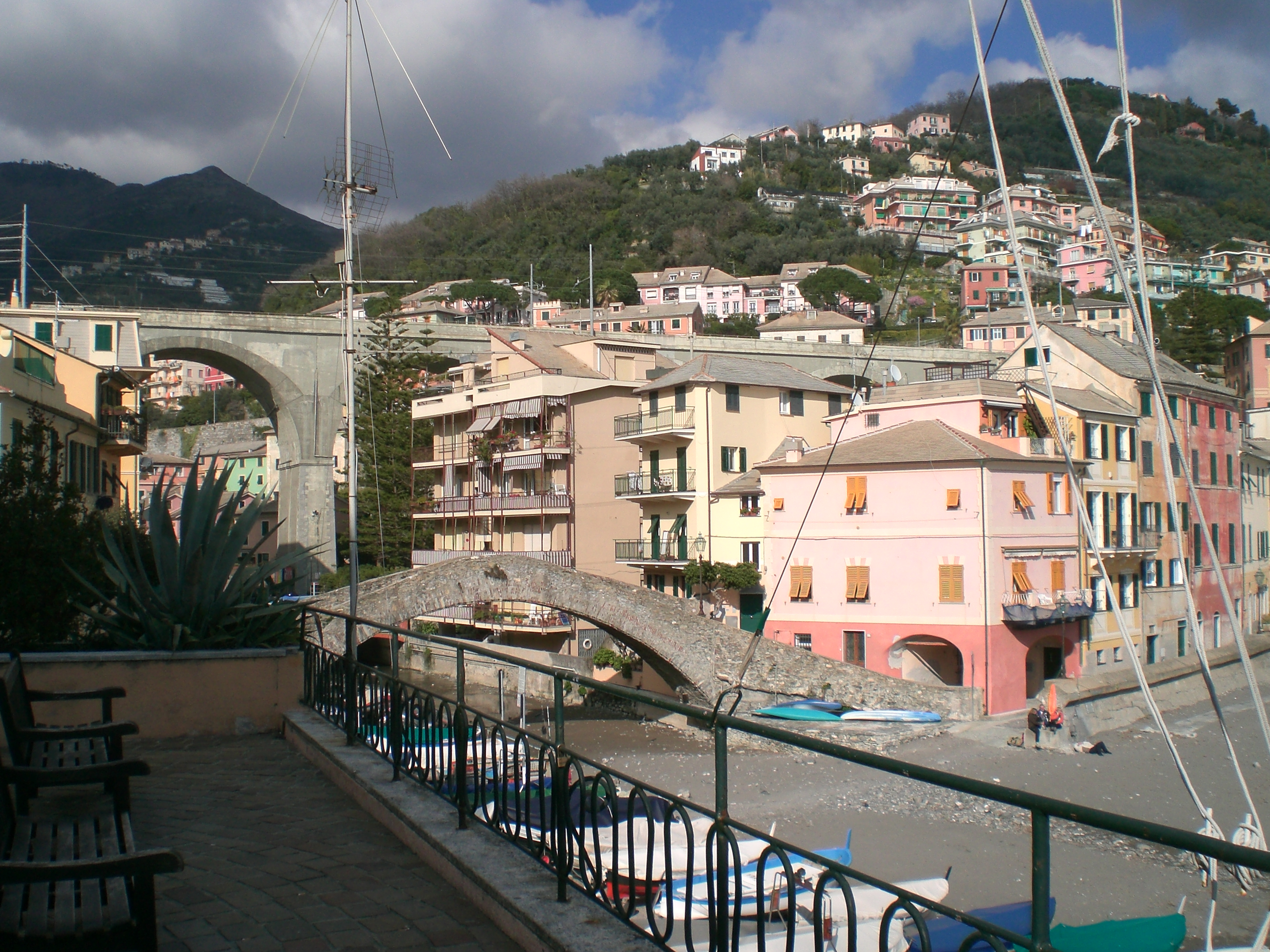
Bogliasco
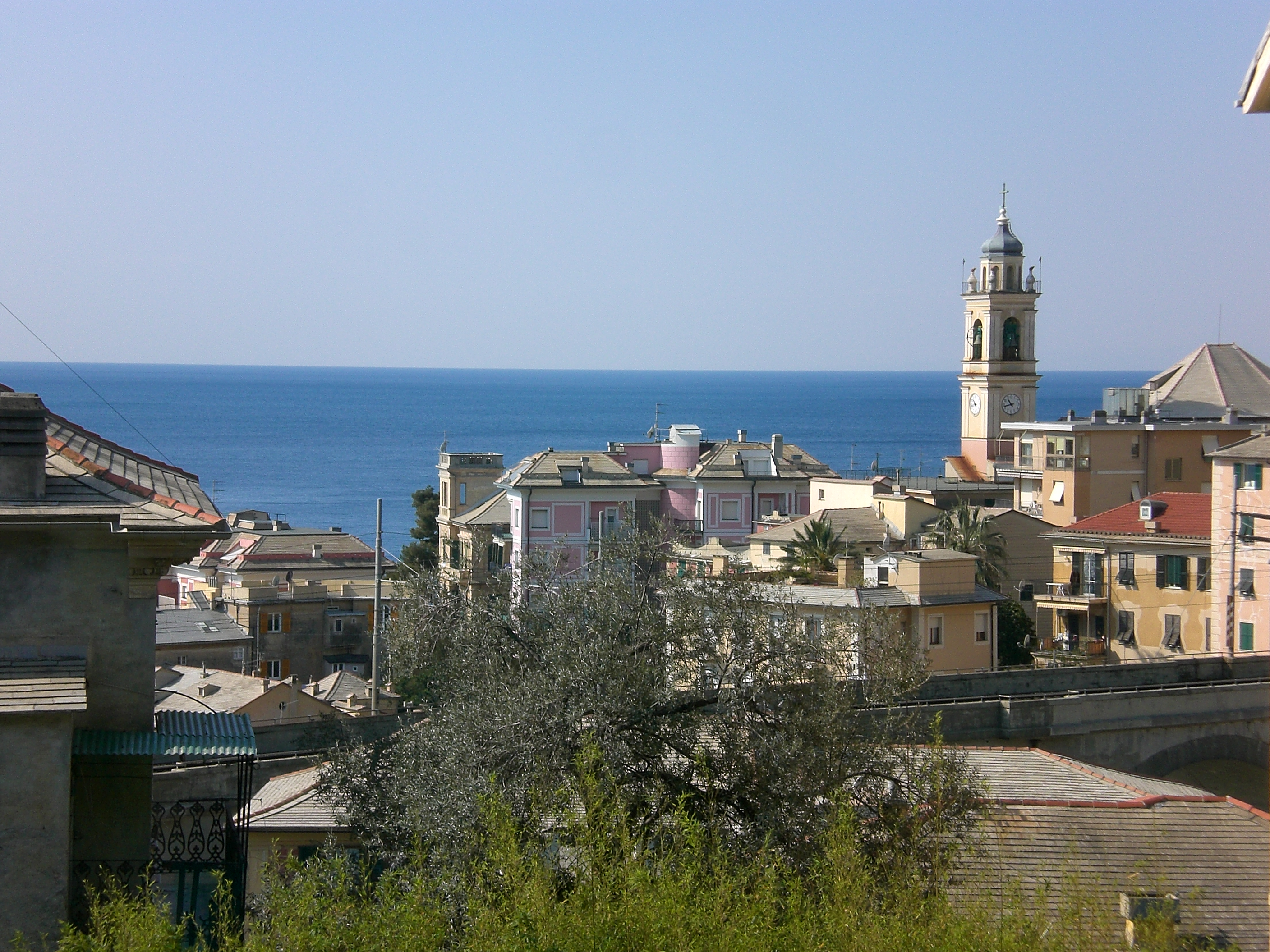
Bogliasco